# Vampir (liliac)
Liliecii vampiri (Desmodontinae) sunt lilieci care se hrănesc cu sânge. Există trei specii de lilieci care se hrănesc exclusiv cu sânge: Desmodus rotundus, Diphylla ecaudata și Diaemus youngi. Toate trăiesc pe continentele americane, în Mexic, Brazilia, Chile și Argentina.

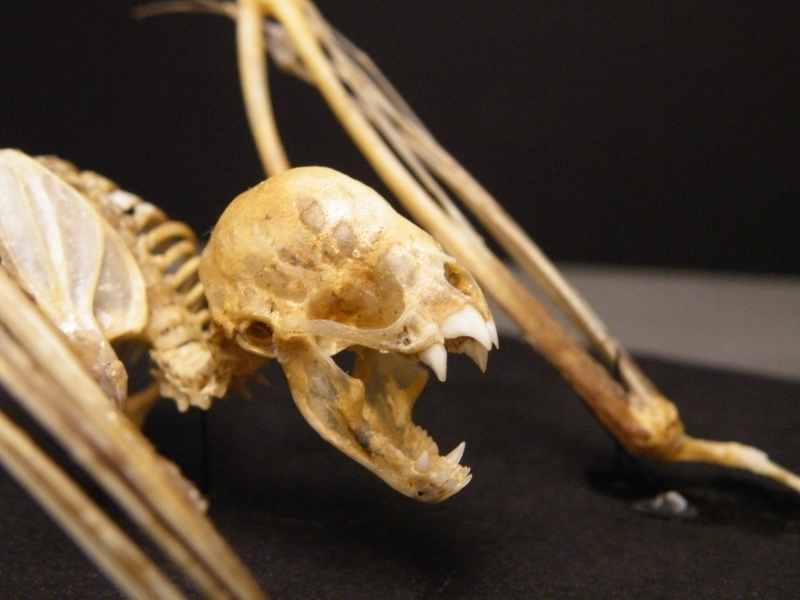
Schelet de lilac vampir, cu incisivi şi canini specifici

Stomacul si dentiția sunt adaptate acestui mod de a se hrăni; incisivii și caninii le permit să facă o gaură mică în pielea victimei, prin care să poată suge sângele.